# Stierncrantz
Stierncrantz är en svensk adelsätt utgrenad i en friherrlig gren, båda utslocknade. En gren av den friherrliga överflyttade till Finland och immatrikulerades där på Finlands riddarhus 1818 men är likaledes utslocknad.
Ättens äldsta kända medlem är borgaren och riksdagsmannen Per Arvidsson (nämnd 1529) från Lödöse. En ättling till honom med samma namn, krigskommissarien och lagläsaren i Värmland, Per Arvidsson (1570-1605) var gift med Brita Haraldsdotter (syster till Anders Appelbom). Deras barn upptog namnet Roman, varav landskamreraren Arvid Persson Roman spelade en betydande roll vid grundandet av Kristinehamn 1642. Den senare var gift tre gånger. Med första hustrun, fogdedottern Anna Jönsdotter Gyllenhand, fick han bland annat en son, kamreraren i Ingermanland och Kexholms län Per Roman (1630–1682), som adlades med namnet Stierncrantz 15 februari 1674 samt introducerades på Riddarhuset 1675 under nr 854. Per Roman Stierncrantz var gift tre gånger. Söner från första och tredje äktenskapet förde ätten vidare på svärdssidan. Första äktenskapet var med Christina Bergenfelt med vilken han fick Arvid Stierncrantz vars ättegren fortlevde till 1800 då den adliga ätten nr 854 slöts på svärdssidan.
Per Romans tredje hustru var Eva Furumarck, med vilken ätten fortlevde på svärdssidan med översten för Östgöta infanteri Per Stierncrantz (1681–1737). Han upphöjdes 13 januari 1720 till friherre och introducerades på nummer 175. Per Stierncrantz hustru tillhörde den adliga ätten Taube nr 734. Två sonsons söner till dem, löjtnanten Per Fredrik och tullförvaltaren Reinhold Wilhelm Stierncrantz, introducerades på Finlands riddarhus på nummer 8 bland friherrar 6 februari 1818. Den finländska grenen slocknade på svärdssidan 1926. När Finland skildes från Sverige kom ätten att bli utgången i Sverige.